# We Should Have Been Stars
We Should Have Been Stars es el primer álbum de estudio de la banda holandesa de indie pop Mist, lanzado en 2002 bajo el sello mexicano Astro Discos, el sello chileno independiente Quemasucabeza, y posteriormente por el sello alemán Tumbleweed Records.

## Lista de canciones
| We Should Have Been Stars |                               |          |  |
| N.º                       | Título                        | Duración |  |
| 1.                        | «In Love with Love»           | 4:11     |  |
| 2.                        | «We Should Have Been Stars»   | 3:19     |  |
| 3.                        | «Love Should Be Fun»          | 3:09     |  |
| 4.                        | «Platitude & Art»             | 3:52     |  |
| 5.                        | «Fade in Fade Out»            | 2:50     |  |
| 6.                        | «The Belong Song»             | 4:05     |  |
| 7.                        | «Everything's Clear»          | 3:55     |  |
| 8.                        | «Open Arms»                   | 4:11     |  |
| 9.                        | «The Poison I Swallow»        | 1:34     |  |
| 10.                       | «Thank You for Your Promises» | 4:06     |  |
| 11.                       | «OK Now»                      | 4:54     |  |
| 12.                       | «The Prime of Your Life»      | 2:07     |  |
| 13.                       | «Soon»                        | 4:38     |  |
| 14.                       | «Is It Always Active?»        | 2:04     |  |
| 48:55                     |                               |          |  |